# 邱比特

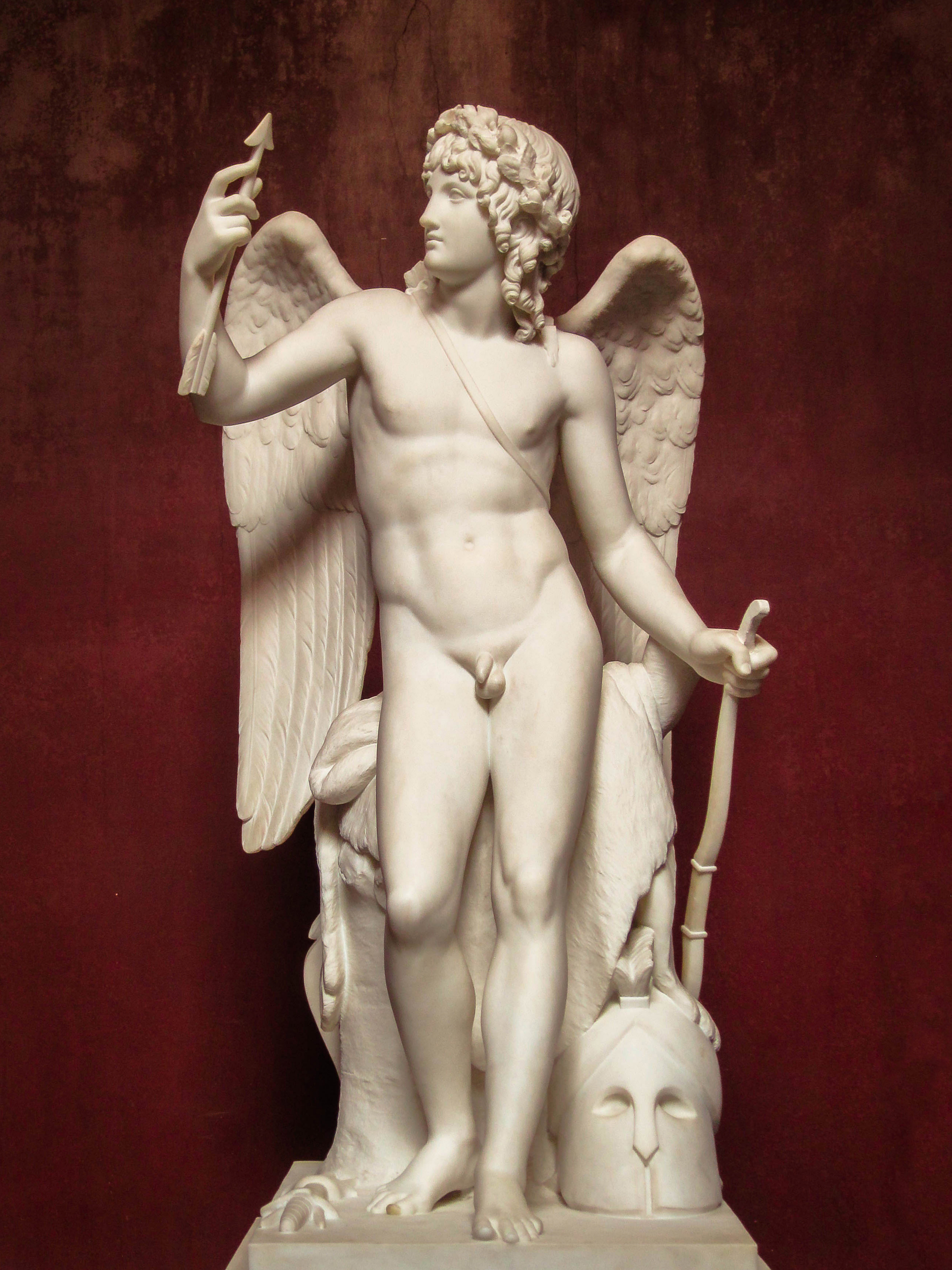
贝特尔·托瓦尔森，邱比特雕像

邱比特（拉丁語：Cupido，拉丁英文轉寫Cupid），又称埃莫（拉丁语：Amor），羅馬神話中的小爱神，维纳斯的儿子，相对应于希腊神话的厄洛斯（希臘語：Έρως）。往往被塑造為手拿弓箭、背部長有一对翅膀的调皮小男孩，為西方情人節的象徵物之一。在古代和後來的藝術中，丘比特經常被描繪成騎著海豚。他的金箭射入人心会产生爱情，他的铅箭射入人心会产生憎恶，他经常漫无目的的乱射，令人又爱又恨。

## 傳說

### 埃涅阿斯纪
在古羅馬詩人維吉爾所作的羅馬民族史詩《埃涅阿斯纪》中，邱比特偽裝成阿斯卡尼俄斯－埃涅阿斯之子，而埃涅阿斯又是維納斯之子－並以這種形象迷惑了古迦太基女王狄多，使她愛上了這位英雄。狄多為埃涅阿斯和他從著名的特洛伊战争逃亡的隊伍提供了安全的庇護，但在埃涅阿斯完成建立羅馬的使命時，她卻拋棄了他。阿斯卡尼俄斯成為了神話中儒略家族的創始人，著名的羅馬共和國獨裁官尤利烏斯·凱撒（凱撒大帝）就是該家族的其中一員。

## 藝術

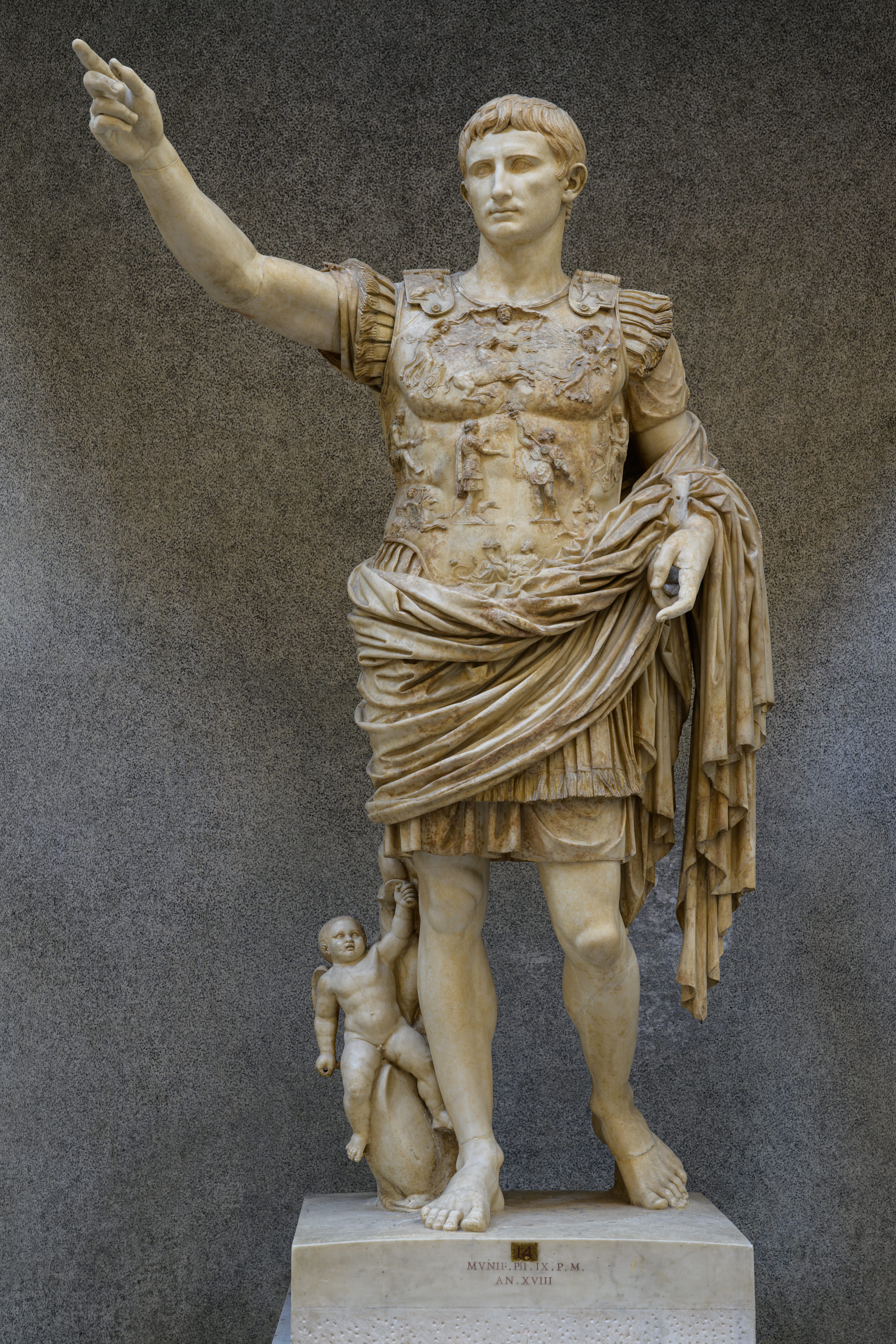
在第一门的奥古斯都像中，羅馬帝國開國皇帝奥古斯都右腳邊有一個騎着海豚的丘比特

自羅馬帝國第一任皇帝奧古斯都（即屋大維，也是凱撒的養子兼繼承人）時代起，丘比特在古羅馬藝術中愈發常見。亞克興海戰後，羅馬共和國（最後一任）執政官屋大維打敗馬克·安東尼和他的情人兼盟友托勒密埃及豔后克麗奧佩脫拉七世，消滅了所有後三頭同盟的政敵，結束內戰並順便征服了埃及使其成為羅馬的一個行省。丘比特將戰神瑪爾斯的武器轉贈給母親維納斯成為奧古斯都時期繪畫的主題。 第一门的奥古斯都像身邊伴隨著一位騎著海豚的丘比特。多個丘比特出現在維納斯神廟的飾帶上（維納斯是「生育之母」），並影響了其他作品（如石棺）上的浮雕場景，尤其是兒童浮雕場景。

### 奧古斯都的孫兒
羅馬皇帝奧古斯都為了紀念一位他深愛但早逝的孫兒，將他描繪成丘比特的形象，並在卡比托利歐山的維納斯神廟中立了一尊這樣的雕像，自己的臥室裡也放置了一尊，他每晚都會親吻這尊雕像。這個孩子的兄弟後來成為第四任皇帝克勞狄一世，他的母親小安东尼娅（安東尼與奧古斯都的姐姐小屋大薇的女兒）在一幅現存的肖像雕塑中扮演維納斯，肩上扛著丘比特。出身希臘的羅馬诗人科里納高拉斯的一首詩提到了小安東妮婭的第一次懷孕，這可能是她懷上日耳曼尼庫斯之前的孩子，而這個孩子肯定在嬰兒期或幼兒期夭折。